# Мануэль Бельграно (регбийный клуб)
«Клуб Мануэль Бельграно» (исп. Club Manuel Belgrano) — аргентинский спортивный клуб из буэнос-айресского района Сааведра. Вместе с тем стадион клуба, «Инхеньеро-Машвиц», располагается в одноимённом районе. Клуб объединяет команды по регби и хоккею на траве.
На данный момент клуб объединяет около 600 регбистов и 120 хоккеистов.

## История
В 1955 году в колледже им. Мануэля Бельграно, подчинённого сообществу братьев-мористов, была зарегистрирована команда по регби. Регбисты должны были принять участие в турнире национального регбийного союза; коллектив получил название «Лос Табанос» («слепни»). 1 октября 1958 года команда была официально зарегистрирована под названием «Клуб Мануэль Бельграно». Вскоре команда стала полноценным членом союза, и получила поддержку от других коллективов, в частности, КАСИ и «Обрас Санитариас».
2 мая 1959 года игроки «Мануэль Бельграно» провели первый матч против «Аталайи». На протяжении следующих сезонов команда выступала во всевозможных подготовительных лигах. В 1962 году регбисты стали сильнейшими в дивизионе и получили возможность играть в лиге «Асенсо». В 2011 году «Мануэль Бельграно» выбыл во Вторую группу провинциального чемпионата. После сезона во второй лиге команда вновь вернулась на высший уровень. Известнейшим игроком команды является Патрисио Альбасете.